# I diritti dell'uomo
I diritti dell'uomo (Rights of Man) è un'opera di Thomas Paine del 1791, in risposta alle accuse rivolte da Edmund Burke alla Rivoluzione francese con le Riflessioni sulla Rivoluzione in Francia.

## Premesse
Nello 1790 il filosofo inglese Edmund Burke pubblicò uno dei suoi testi più celebri, le Reflections on the Revolution in France. Burke era stato uno strenuo difensore della richiesta dei coloni americani a essere rappresentati nel Parlamento inglese in base al principio cardine del costituzionalismo anglosassone che recita: No taxation without representation. Le rivolte dei coloni contro lo Sugar Act deciso dal Parlamento di Londra nel 1763 e lo Stamp Act dell'anno successivo avevano rappresentato ai suoi occhi proteste legittime, in linea con la gloriosa rivoluzione del 1688 che aveva ristabilito in Gran Bretagna l'ordine costituzionale interrotto dalla guerra civile. Nelle Reflections, al contrario, Burke pronuncia una condanna senza appello della Rivoluzione francese e dell'ordinamento costituzionale da questa prodotto.
Quello che stava avvenendo in Francia, agli occhi del politico inglese, era agli antipodi di quanto compiuto qualche anno prima dalle colonie americane: alla richiesta del rispetto delle regole costituzionali si era sostituito un potere senza alcuna vocazione compositiva; frutto di un eccesso di volontarismo, il nuovo ordine politico, facendo appello al principio della sovranità popolare e alla "metafisica" dei diritti dell'uomo, non poteva che tradursi in una rivoluzione permanente, pregiudicando qualsiasi aspirazione all'ordine e alla stabilità.
Prendendo spunto dalla pubblicazione delle Reflections di Burke, Paine intendeva offrire al pubblico anglosassone una chiarificazione concettuale dei principi della Rivoluzione francese del tutto opposta a quella burkeana. Dati alle stampe tra il 1791 e il 1792, I diritti dell'uomo avevano, infatti, per scopo di dimostrare che la Rivoluzione francese e quella americana si appellavano al medesimo universo ideale e si contrapponevano entrambe alla forma politica britannica. Per raggiungere il proprio obiettivo, Paine espone una rigida tassonomia delle forme di governo: vi sono infatti «i governi che originano dalla società, o dal contratto sociale, e quelli che non ne originano», i primi fondati sulla ragione, i secondi sull'ignoranza. La loro diversa origine dà luogo a modalità diverse di esercizio del potere: da un canto «il governo per elezione e rappresentanza», dall'altro «il governo per successione ereditaria».
Il governo inglese prevede un'istanza rappresentativa, ma dovendo accordarsi con quella ereditaria, dà luogo a una forma di esercizio del potere fondato sulla corruzione, al fine di neutralizzare l'influenza della parte popolare.
Ben diverso il caso di un governo integralmente elettivo, che agli occhi di Paine sembra valorizzare al massimo gli attributi fondamentali degli individui umani, quali l'uguaglianza e la razionalità. L'uguaglianza perché è un governo nato da un accordo tra pari; la razionalità perché tutte le misure prese dal governo sono sanzionabili se non ritenute buone e soprattutto perché l'accordo, che dà origine alla Costituzione, si materializza in un testo scritto, 
Da questo punto di vista sia la Rivoluzione americana che quella francese avevano pertanto operato nella vita pubblica un radicale miglioramento delle forme di legittimazione politica.

## Contenuto
Il libro asserisce in sintesi che un popolo deve rovesciare il regime che non è in grado di salvaguardare i diritti dell'individuo e gli interessi della nazione. In tal modo, giustifica appieno la Rivoluzione.
Paine sostiene che gli interessi del monarca e del suo popolo sono uniti e insiste sul fatto che la Rivoluzione francese dovrebbe essere intesa come quella che attacca i principi dispotici della monarchia francese, non il re stesso.
I diritti umani hanno origine nella natura e non possono essere concessi tramite concessione dell'autorità statuale, perché ciò implicherebbe che i diritti fossero legalmente revocabili. L'unico scopo del governo è la salvaguardia dell'individuo e dei suoi diritti intrinseci e inalienabili; ogni istituzione sociale che non porta benefici alla nazione è illegittima, specialmente la monarchia e l'aristocrazia. Il testo si conclude proponendo riforme pratiche del governo inglese, come una Costituzione scritta sullo stampo americano.